# Jean-Jacques Bouya
Jean-Jacques Bouya (ur. 24 maja 1964 w Mouembé) – kongijski polityk, od 2012 do 2022 roku minister gospodarki przestrzennej, od 2022 roku w minister stanu ds. rozwoju terytorialnego, infrastruktury i utrzymania dróg.

## Życiorys
Ukończył szkołę lotnictwa w Dinard. Pracował jako pilot latając prezydenckim samolotem Denisa Sassou-Nguesso. Następnie pracował jako pilot w państwowych liniach lotniczych Lina Congo. 

### Działalność polityczna
Od listopada 1997 roku pracował jako doradca prezydenta ds. transportu. Został członkiem biura politycznego Kongijskiej Partii Pracy. W wyborach parlamentarnych w 2012 roku został wybrany deputowanym do Zgromadzenia Narodowego z okręgu Tchikapika. 25 września tego samego roku został ministrem w Kancelarii Prezydenta ds. planowania przestrzennego i projektów strategicznych. W wyborach parlamentarnych w 2017 roku ponownie został wybrany deputowanym do Zgromadzenia Narodowego. Po wyborach wszedł w skład rządu Clementa Mouamby jako minister gospodarki przestrzennej i robót publicznych. Wszedł drugiego rządu Anatole Collinet Makosso jako minister stanu ds. rozwoju terytorialnego, infrastruktury i utrzymania dróg.

## Odznaczenia i wyróżnienia
- Wielki Oficer Orderu Zasługi (Kongo)[1]